# Conselho Nacional de Redenção
O Conselho Nacional de Redenção (em inglês:  National Redemption Council, NRC) foi o regime militar que governou Gana de 13 de janeiro de 1972 a 9 de outubro de 1975. Seu presidente foi o Coronel Ignatius Kutu Acheampong, que foi, portanto, também chefe de Estado de Gana.

## Duração
O Conselho Nacional de Redenção chegou ao poder através de um golpe de Estado liderado pelo coronel Acheampong. Este foi um golpe de Estado que derrubou o governo democraticamente eleito do Partido do Progresso (PP) do Dr. Kofi Abrefa Busia, que ocorreu enquanto o Dr. Busia estava no Reino Unido por razões médicas. A Constituição foi suspensa e todos os partidos políticos banidos. Uma das principais reivindicações que levaram ao golpe foi as desvalorizações monetárias realizadas sob o regime do PP. 
Em 9 de outubro de 1975, o Conselho Nacional de Redenção foi substituído pelo Supremo Conselho Militar. A sua composição consistia do Coronel Acheampong, o presidente, que também foi promovido diretamente de coronel a general. Os outros incluídos na hierarquia militar consistiam no tenente-general Akuffo, o chefe das Forças Armadas, e comandante do exército, marinha, força aérea e dos guardas de fronteira respectivamente.